# 彩瀬ゆり
彩瀬 ゆり（あやせ ゆり）は日本の女性声優。主にアダルトゲームに声をあてている。長らく「明神下スタジオ」に所属し活動していたが、現在はフリーで活動中である。

## 出演作品
太字は主役・メインキャラクター

### PCゲーム
-同人作品は役名がある場合のみ()内に記載

#### 2007年
- 双性児（粕谷春奈）
- 智代ファイタープラス（水銀燈?）[2]
- はじめての誘拐（すみれ）[3]
- 早瀬に案山子は（妍鳥白鷺）[4]
- 万引き少女 陵辱飼育 〜牝肉玩具の監禁性活～（溝梨サエ）[5]

#### 2008年
- 嗚呼、素晴らしき孕ま世界（梶原美穂）[6]
- 宇宙海賊カグラ（ミクニ）[7]
- 教エロ! 〜愛欲の方程式〜（月宮詩織）[8]
- 監獄S 〜10DAYS〜（東上院麻里亜）[9]
- 強制オナニー（川口景子）[10]
- 義理☆ギリ しすたぁ〜ず（片瀬唯）[11]
- こんなステキなメガホンでかわいいあの子をメチャクチャに!!（あかり）[12]
- 触手病棟 【-666-】（城之内真波、近森妙子）[13]
- 精液大量注入! 〜オレの子種は媚薬入り〜（美鈴）[14]
- ただいま勉強中（水無月恋）[15]
- 人妻温泉2 〜子作り温泉旅情〜（明美）[16]
- 人妻女教師 性欲の教室2（秋山美鈴）[17]
- 人妻スワッピングゲーム（島本来美）[18]
- 魔女の鎖（魔女）[19]
- Mr.Invisible -Legend of Rapest-（沢渡美智恵、古橋恭子）[20]
- メンヘルメイト（岡野真由）[21]
- ももいろ☆ぷらねっと -この惑星の住人はエロすぎて…俺の体はもうもたないッ!!-（アナスタシア・アレンスキー、エレオノーラ・ネモフ）[22]

#### 2009年
- 姉と小町♂ 〜巨乳姉妹の女装っ娘いじり〜（水城秋菜）[23]
- ヴァンガードプリンセス（ルナ・姫木）
- サイレン鳴ったら、2秒でえっち!?（渡利由宇、見取小梅）[24]
- 咲だつもの雀（宮永咲）[25]
- 桜はまだかいな（吹雪）[26]
- The Dream Match jk[27]
- シュレーディンガーの扉（夏目玲菜）[28]
- ダンジョンブレイカー（ティーナ）[29]
- 薄幸の少女（霧山麻衣子）[30]

#### 2010年
- 愛妻 【reverse side】（相元美紗希）[31]
- H-baby（ユーナ）[32]
- サキュバスアリス（モノリス）[33]
- 戦国の黒百合 〜ふたなり姫と隷属の少女〜（蔓）[34]
- dear my sister（長谷部真澄）[35]
- 別嬪母オムニバス（ミレーネ）[36]
- 魔王戦記（イリヤ）[37]
- 輪姦学校2 〜復讐の処女散華〜（渡瀬綾香）[38]

#### 2011年
- 犯され勇者 〜凛々しく世界を救うハズだったボク…〜（セラナ、ドーラ）
- 学園占拠（天羽栞）[39]
- 危険日狙って!? 孕ませ学園2（神白ユキ）[40]
- 巨娘国渡航記2（エリザベス姫）
- 催眠無双（水野絢香）[41]
- seal BEST collection2 -エロいっぱいの真心ギフトこれでいつでもH三昧!!-
- その名は小雪 〜お兄ちゃん、えっちなお願いきいてくれる?〜（小雪）[42]
- びんかん! 彼女 〜オレの清楚な彼女は敏感すぎてすぐにアヘっちゃう!?〜（国達鈴音）[43]
- ぷにろり湯（まい、こより）
- 冒険者の町を作ろう!（レイン）[44]
- 醜いオークが、超スゴイ催眠術を身につけちゃいました!（シャエラ）[45]
- もんむす・くえすと!前章 〜負ければ妖女に犯される〜（グランベリア）[46]
- もんむす・くえすと!中章 〜負ければ妖女に犯される〜（グランベリア）

#### 2012年
- seal Best collection3 seal vs. Re:Verse -俺よりエロい奴に会いに行く…-
- 戦国の黒百合 〜ふたなり姫と敵国の姫君〜（蔓）
- FaintTone（琴原 歩乃）[47]

#### 2014年
- ガールフレンドコンプレックス（結衣）

#### 2015年
- レベルドレイン2 ～尻尾に吸われるためのレベル上げ～
- 聖・逆レイプ学園 ～俺の精液を根こそぎ搾り尽くすオンナたち～ (リーシャ・オルガ)
- 好きなだけ即ハメ&種付けして喜ばれる世界 (一条 小夜子、御堂 早紀)
- 目が覚めたら精液が100倍溜まる体になっていた→大量注入!  (瀬田 春乃)
- カンダタの大冒険 (僧侶)
- 閃光の騎士 ‐カリスティアナイト‐ (レンディア)
- 対魔戦姫アヤネ ～恥辱催眠の罠～ (ニナ・エリベルト)
- 問答無用! 種付け許可証 ～劣等遺伝子の俺でも国家権力でナカ出し放題～ (一ノ宮 璃莉華、澄坂 彩音)
- 男女の役割がまるっきり入れ替わっちゃった世界!? (安東 小春)
- 勇者をコロスたった1つの方法 (フローラ)
- LOST:SMILE 2ndEdition -Orange Ocean- ※非18禁ソフト

#### 2016年
- 爆乳熟女に盗まれた僕 (真由香)
- はらかつ! ～気になるあの子と子作りエッチ～ (秋保 ゆかり)[48]
- あなたをオトコにしてあげる! (長谷川)[49]
- 会員制レイプクラブ ～処女凌辱の宴～ (篠田 陽子)
- お嬢様催眠 ～高貴な少女たちを好きなだけ調教しよう～ (クリスティーナ・フェル・エリステル)
- カンダタ物語3 (僧侶)
- サンダガ!! -HONEY'S END SUPERNOVA- (轟 紗々) ※非18禁ソフト
- 発情インフレーション ～気になるあの娘の淫れスイッチ～ (綾崎 七花)[50]
- ユニオリズム・カルテット A3-DAYS (ユーリ・ロトライヴ)[51]
- イロヨリドリ (二村 春奈)

#### 2017年
- 神様のゲーム －監禁された6人の男女－ (槇島 百合子)[52]
- ChronoBox -クロノボックス- (フーカ・マリネット)[53]
- オークの野望 全国版
- 戦国の黒百合 ～ふたなり姫と忍ぶ少女達～ (蔓)
- 或る館にて (鈴白 若菜)
- 女騎士・レティシア (セーラ)
- なりすまし催眠 ～知らない間にあなたの子を身ごもっていました～ (橘 彩花、ミティア)
- 夜巡る、ボクらの迷子教室 (藤原裕美子)[54]
- 夢魔の街コルネリカ (リリィ)
- シューカツ! (吉田 理乃)[55]
- 幕末尽忠報国烈士伝 -MIBURO- (加納 鷲雄、本間 光輝、住吉 寅之助) [56]

#### 2018年
- 変幻装姫シャインミラージュ 敗北へのカウントダウン (女戦闘員)[57]
- メイド系過激リフレ 本日開店!
- インサルトオーダー ～生イキにゃん娘の快堕メニュー～ (兎萌)
- オークと美女奴隷 ～堕とされた麗しき戦士たち～ (アルティ)
- ゆあ・すいーと・はうす ～サキュバスママと異界の館～ (トーリス)
- 緋奈沢智花の絶対女王政 (羽衣川 ひとは)[58]
- 膣内射精AV撮影 托卵男に子宮を明け渡す人妻弁護士 ～あなたの子供は堕ろしました～ (水月 友理奈)

#### 2019年
- メスガ●調教 ～デカチンに屈した少女たち～ (遠野 凛花)
- 崩壊天使アストレイア (愛原 京香)[59]
- 姉妹X催眠2 ～絶対服従、セレブ妻と日焼けJKが堕ちる性感マッサージ～ (三浦 麻衣)[60]
- ミラと不思議な錬金術 (ロシェ・ユングフラウ)
- ココロネ=ペンデュラム! (主婦)
- せんせ補修しよっ (布花原 乃愛)

#### 2020年
- 神様のしっぽ ～干支神さまたちの恩返し～ (ちづ)
- スケベな処女のつくりかた (熊谷 遙華)
- Milking Farm (ル・ルー)
- とらぶるでいず (ロベリア)
- ダンジョンズレギオン -魔王に捧ぐ乙女の肢体- (ヘンリエッタ)

#### 2021年
- 源平繚乱絵巻 -GIKEI- (那須 与一)

ソーシャルゲーム
2020年
・Deep One 虚無と夢幻のフラグメント(ホリィ・ハーグリーブス)